# NK Croatia Gabrili
NK Croatia je nogometni klub iz mjesta Gabrili. U sezoni 2022./23. se natječe u 1. ŽNL Dubrovačko-neretvanske županije.
Klub je bio prvak 1. ŽNL Dubrovačko-neretvanske u sezonama: 2007./08., 2010./11. i 2018./19.